# Castello di Gradara
Il castello di Gradara è il complesso che sorge sulla sommità di una collina nel comune di Gradara, in provincia di Pesaro e Urbino, nelle Marche, costituito da un castello-fortezza medievale (la rocca) e dall'adiacente borgo storico, protetto da una cinta muraria esterna che si estende per quasi 800 metri, rendendo l'intera struttura imponente. Con il termine "rocca" s’identifica il nucleo più antico e più elevato (l’antica arx), mentre con il termine "castello" si intende l’intero borgo compreso all’interno della cinta muraria. 
Gradara è stata, per posizione geografica, un crocevia di traffici e genti; nel periodo medioevale la fortezza è stata uno dei principali teatri degli scontri tra le milizie fedeli al Papato e le turbolente signorie marchigiane e romagnole. 
Nel tempo il castello è progressivamente diventato uno dei monumenti più visitati della regione ed è teatro di eventi museali, musicali ed artistici. Nel 2015 sono stati registrati 205 536 visitatori.
Dal dicembre 2014 il Ministero per i beni e le attività culturali lo gestisce tramite il Polo museale delle Marche, nel dicembre 2019 divenuto Direzione regionale Musei.

## Storia e descrizione

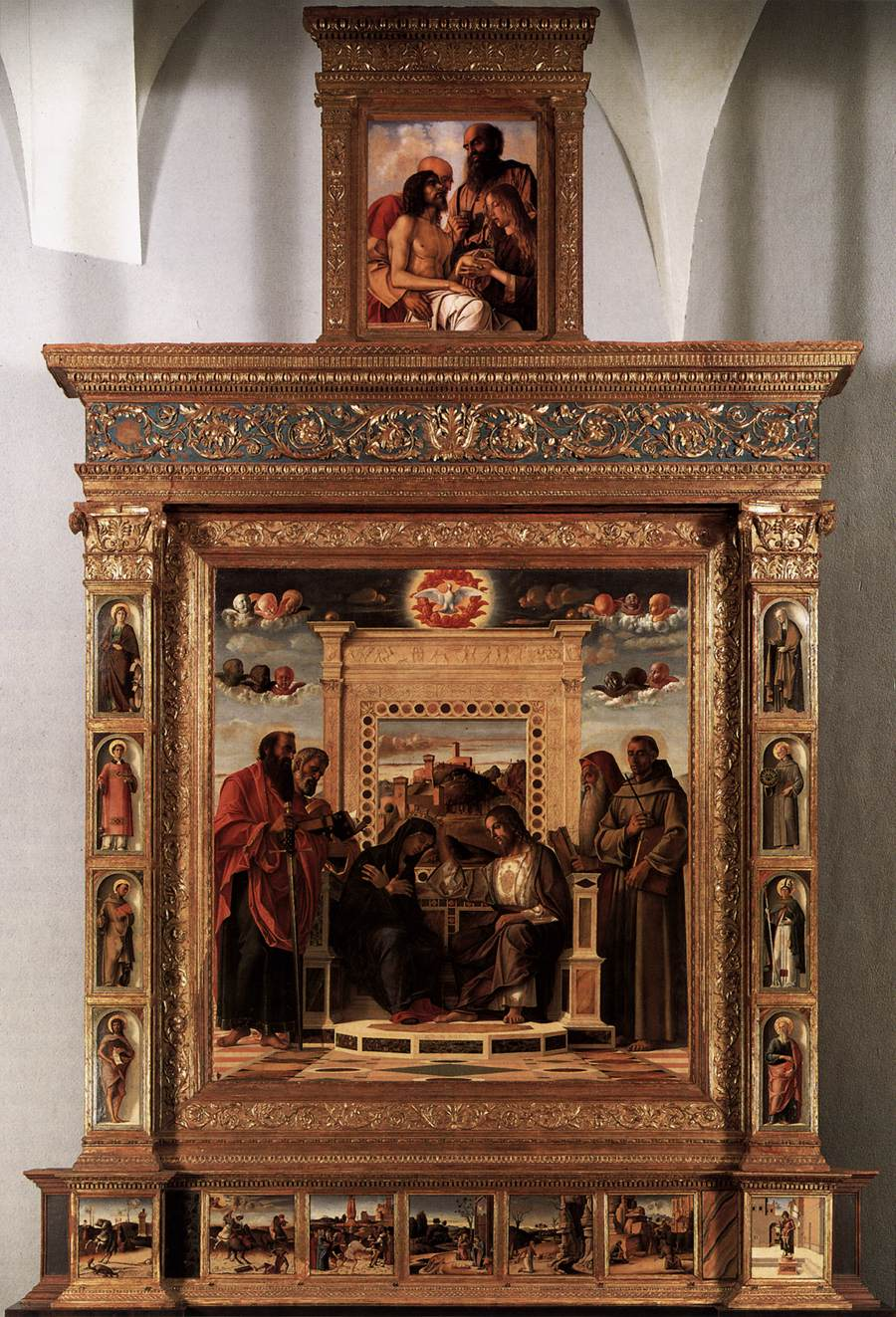
Giovanni Bellini, Pala di Pesaro, Musei Civici di Pesaro. Nell'inquadratura dell'altare si scorge la raffigurazione di una architettura ispirata anche alla fortificazione di Gradara.

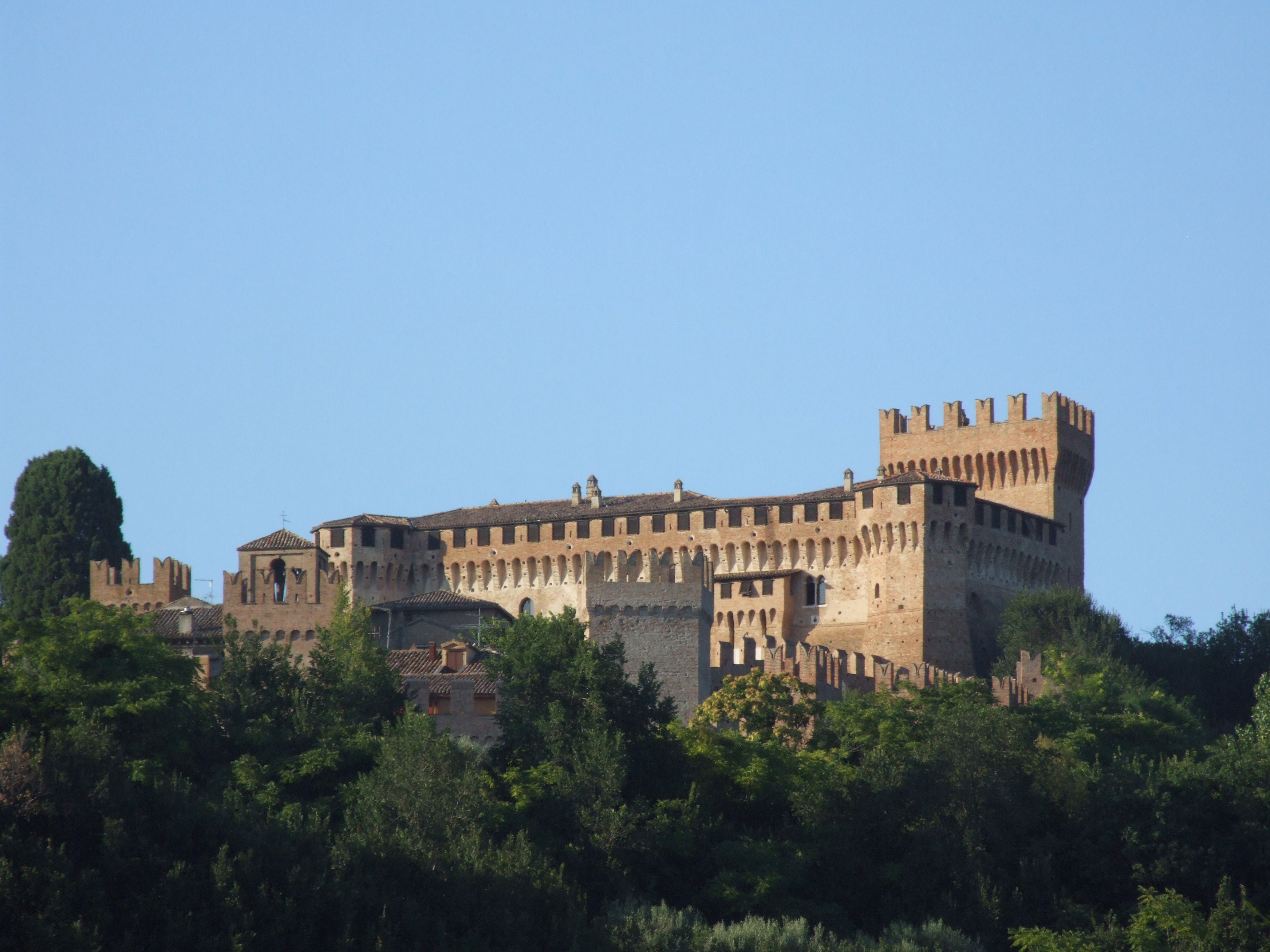
Il castello

La fortezza sorge su una collina a 142 m s.l.m.: il mastio, torrione principale, si innalza per 30 metri, dominando l'intera vallata; è possibile arrivare con lo sguardo fino al mare Adriatico, a nord, o verso il monte Carpegna, ad ovest.
Fu costruito attorno al 1150 dalla potente famiglia dei De Grifo: successivamente caduta in disgrazia presso il papato, venne sottratta loro l'investitura della Curte Cretarie e affidata al condottiero dei guelfi di Romagna, Malatesta da Verucchio (detto Mastin Vecchio), capostipite e fondatore della dinastia dei Malatesta, signori di Rimini, Cesena e Pesaro.
Furono i Malatesta a decidere l'edificazione delle due cinte di mura, erette tra il XIII e il XIV secolo. Nel 1445 Galeazzo Malatesta decise di vendere Gradara a Francesco Sforza per 20.000 fiorini d'oro; quando però Francesco arrivò a Gradara per entrarne in possesso, Sigismondo Pandolfo Malatesta, uomo d'arme e mecenate, si rifiutò di consegnargliela e anche di restituire il denaro.
A seguito di ciò nel 1446 Francesco Sforza, alleato del Conte Federico da Montefeltro, mosse verso Gradara per prendersela con le armi: il suo esercito, ben fornito di cannoni, bombarde e schioppi, cinse d'assedio ed attaccò duramente per 40 giorni la fortezza, la quale sembrava destinata a cadere. Grazie alle intemperie e all'imminente arrivo dei rinforzi del Malatesta, Francesco Sforza fu tuttavia costretto a ritirarsi, lasciando Gradara nelle mani di Sigismondo.
Il dominio del casato su Gradara finì nel 1463 quando Sigismondo Pandolfo Malatesta, scomunicato da papa Pio II, si scontrò direttamente con Federico da Montefeltro, che assediò Gradara per conto della Chiesa. La fortezza, che aveva resistito a numerosi assedi in passato, in quella circostanza dovette arrendersi, per poi essere consegnata in vicariato dal Papa agli Sforza di Pesaro, fedeli alleati della Chiesa.
Durante la signoria di Giovanni Sforza il castello fu oggetto di importanti trasformazioni atte a renderlo un protetto e sicuro luogo di soggiorno e rappresentanza.
Nel corso degli secoli Gradara passerà di mano diverse volte e alcune tra le più importanti casate della penisola si contenderanno il suo possesso: oltre ai Malatesta ed agli Sforza, essa diverrà dominio dei Borgia e dei Della Rovere, seguendo le sorti di queste famiglie nel complicato e tumultuoso scacchiere politico dei territori pontifici situati nelle attuali Marche e Romagna.
Dal 1641 Gradara passò sotto il diretto controllo dello Stato della Chiesa tramite i legati pontifici, iniziando la sua lunga agonia.
Quando, nel 1920, la famiglia Zanvettori acquistò la Rocca di Gradara, il castello e la cinta muraria erano ridotti allo stato di rudere. Umberto Zanvettori finanziò il restauro del castello e della cinta muraria del borgo e, pur intervenendo con un restauro più interpretativo che filologico, riportò il borgo fortificato all'originario splendore.
Nel 1928 la rocca fu venduta allo Stato italiano, con diritto di usufrutto da parte della vedova di Zanvettori, Alberta Porta Natale, fino al 1983.

## Vicenda di Paolo e Francesca

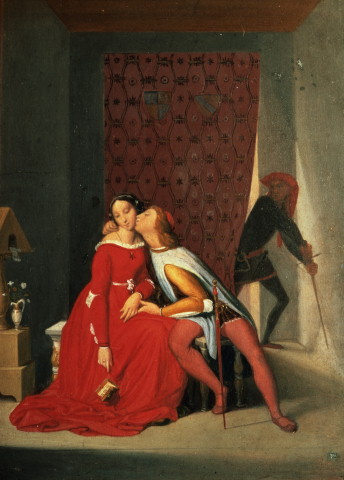
Paolo e Francesca, sorpresi da Gianciotto - Dipinto di Jean Auguste Dominique Ingres, 1819.

Secondo la leggenda, la rocca ha fatto da sfondo al tragico amore tra Paolo e Francesca, cantato da Dante Alighieri nella Divina Commedia. 
Intorno al 1275 Guido da Polenta, signore di Ravenna, diede in sposa la figlia Francesca al suo fedele alleato Giovanni Malatesta, signore di Rimini, chiamato Gianciotto perché "ciotto", sciancato, valoroso uomo d'arme ma brutto nella persona. Al momento di presentarsi a Francesca, inviò al suo posto il suo fratello Paolo, cavaliere nobile, bello e cortese, già sposato con Beatrice Orabile  di Ghiaggiuolo, con la quale aveva due figli. I due s'innamorarono ma Gianciotto, messo in allarme da un servitore, li colse in flagrante tradimento e li uccise.

## Filmografia
Nel 1937 il castello fu location per le riprese del film Condottieri di Luis Trenker, ispirato alla figura del soldato di ventura Giovanni dalle Bande Nere.
Nel 1949 vengono girate alcune scene del film vincitore di due Premi Oscar ll principe delle volpi (Prince of Foxes) diretto da Henry King, con Tyrone Power nei panni di Andrea Orsini, Orson Welles di Cesare Borgia e Marina Berti di Angela Borgia.
Nel 1950 vi fu ambientato Paolo e Francesca di Raffaello Matarazzo.
Nel 1961 il borgo e gli interni della rocca fecero da sfondo alla storia d'amore tra il rivoluzionario Pietro Missirilli e la protagonista del film Vanina Vanini, di Roberto Rossellini.
Negli anni ottanta vi furono ambientati due film del filone vacanziero: Stesso mare stessa spiaggia (1983) di Angelo Pannacciò e Yesterday - Vacanze al mare (1985) di Claudio Risi.

## Galleria d'immagini

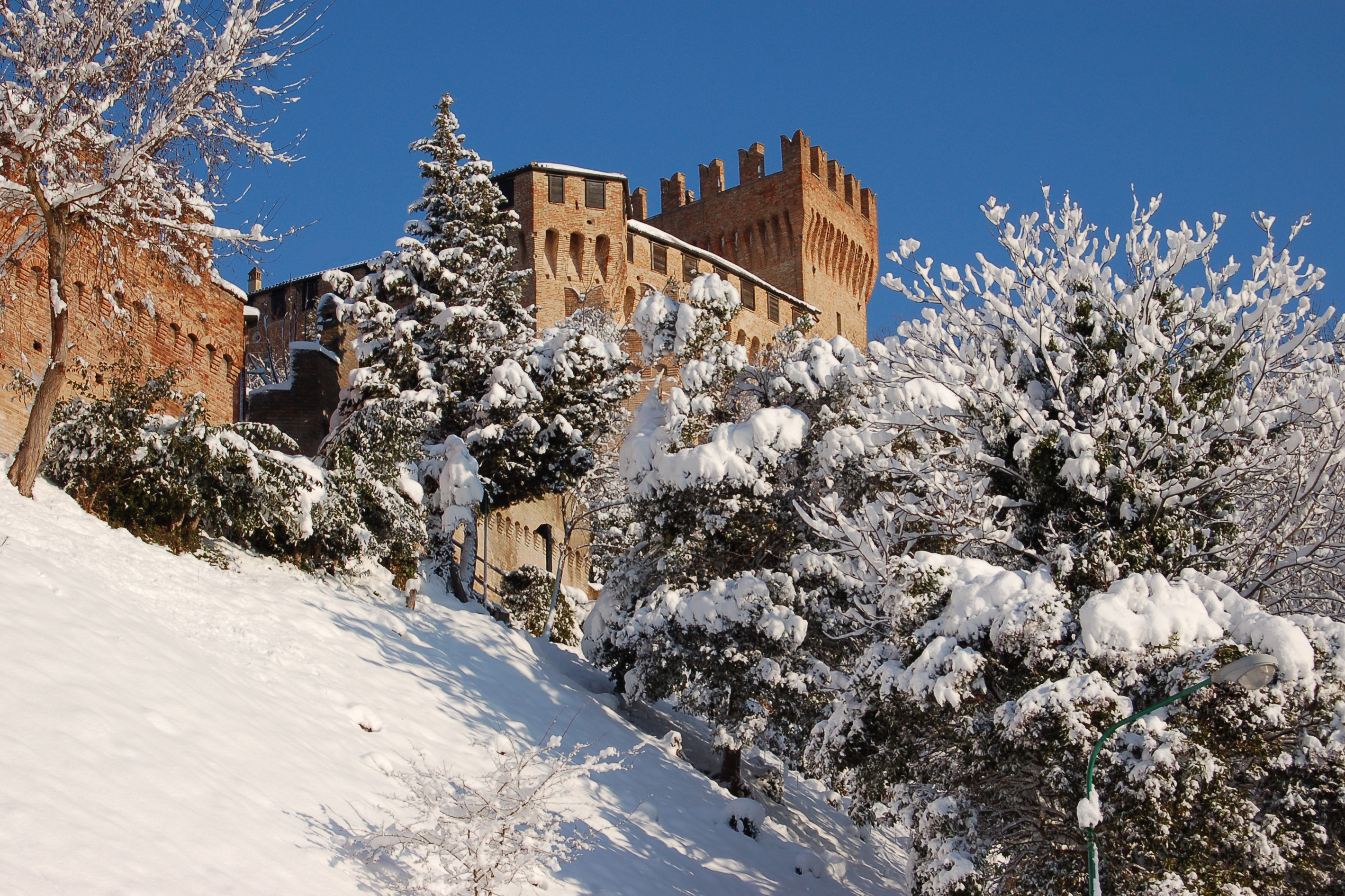
Il castello sotto la neve
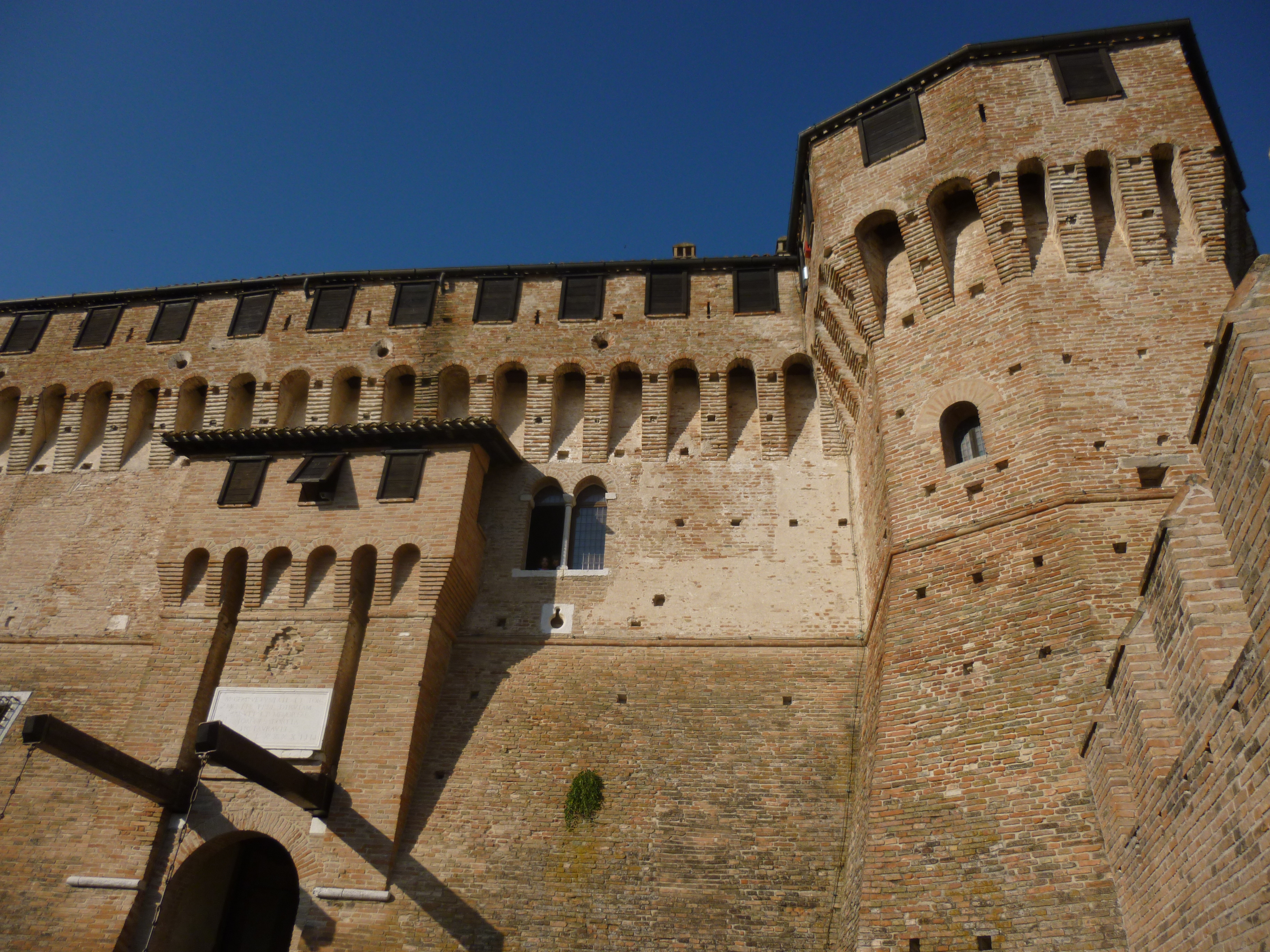
L'ingresso col ponte levatoio
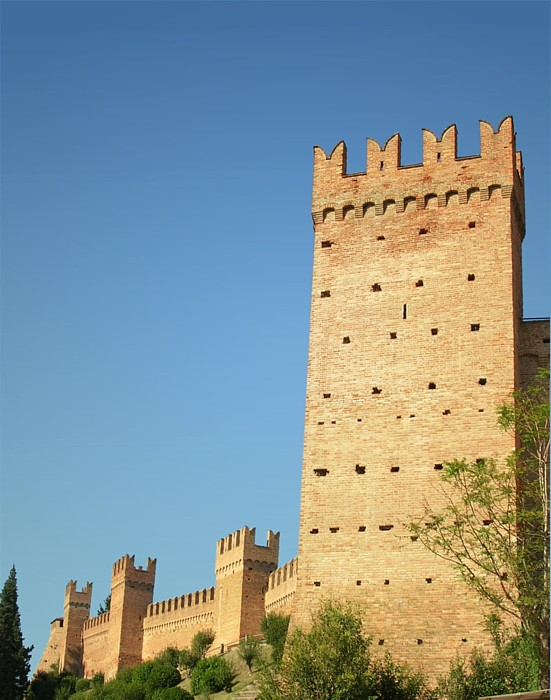
La cinta muraria malatestiana del XIII-XIV secolo
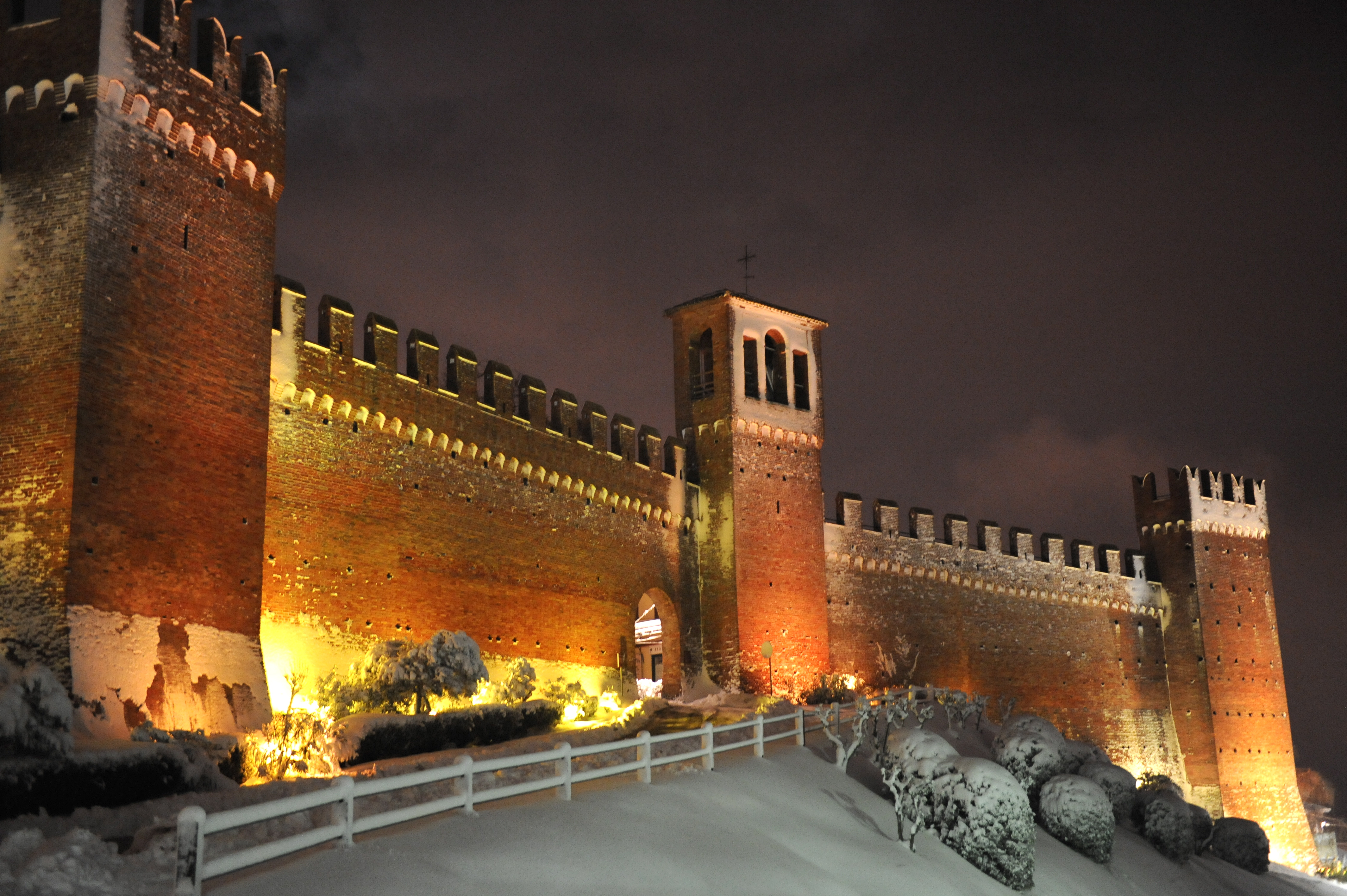
Le mura in inverno
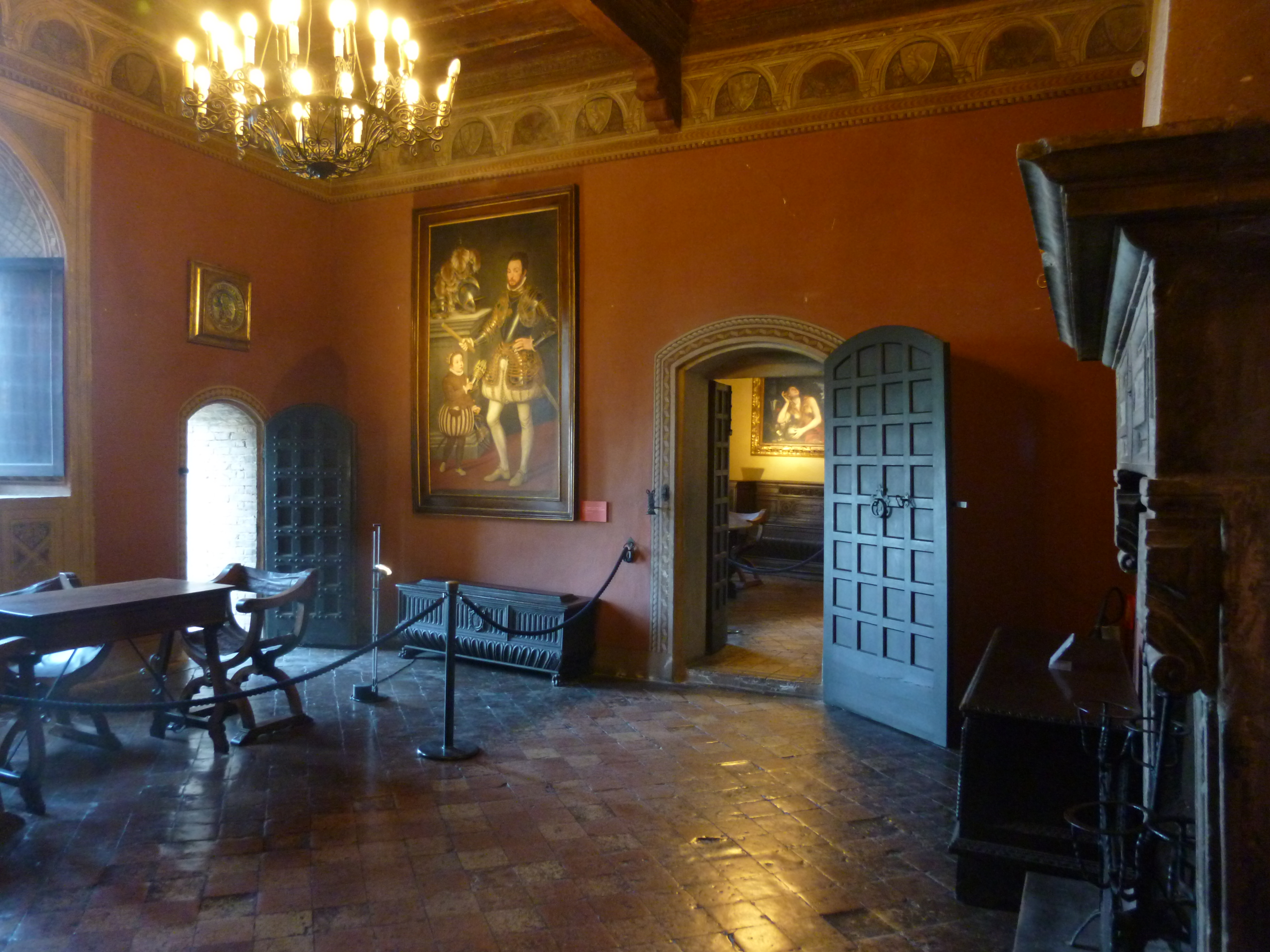
Interno